# بول ويرتز
بول ويرتز هو متزلج فني كندي، ولد في 3 مايو 1958، وتوفي في 6 أبريل 2006 بسبب لمفوما لاهودجكينية.